# Liuba Ognénova-Marínova
Liuba Lévova Ognénova-Marínova (en búlgaro: Люба Левова Огненова-Маринова; Ohrid, Reino de los Serbios, Croatas y Eslovenos, 17 de junio de 1922 - Sofía, Bulgaria, 18 de noviembre de 2012) fue una prominente arqueóloga búlgara de Macedonia. Fue la primera arqueóloga submarina del país y encabezó las investigaciones sobre la antigua ciudad tracia de Nesebar. Llegó a ser una de los principales investigadores búlgaros especializados en arqueología de la antigua Tracia, y fue autora de más de 100 publicaciones científicas. Impartió clases en la Universidad de Sofía y fue investigadora del Museo Arqueológico Nacional en Sofía.

## Primeros años
Liuba Lévova Ognénova nació el 17 de junio de 1922 en el seno de una familia de intelectuales búlgaros en Ohrid, entonces parte del Reino de los Serbios, Croatas y Eslovenos. Completó sus estudios primarios en una escuela de Bitola en 1932 y los secundarios en Tirana. Tras completar un curso por correspondencia desde Roma, se matriculó en el departamento de historia de la Universidad San Clemente de Ohrid de Sofía, donde se graduó en Arqueología Clásica en 1946.

## Trayectoria profesional
En 1948, Ognénova empezó a trabajar de conservadora en el Museo Regional de Historia de Shumen. Dirigió excavaciones con Vera Mavrodínova e Ivanka Zhandova, y preparó un inventario de los artefactos hallados en Madara (Bulgaria) y Preslav, lo cual la llevó a publicar en 1950 en artículo Рисунки на конници върху вътрешната крепост на Преслав («Dibuixos de jinetes en la fortaleza interna de Preslav»). Al final del año, aceptó un puesto en el departamento de antigüedades del Museo Arqueológico Nacional en Sofía. Asignada a un equipo para investigar el yacimiento de Seutópolis bajo la dirección del profesor Dimítar P. Dimitrov (en búlgaro: Димитър П. Димитров), Ognénova perfeccionó sus habilidades, convirtiéndose en una experta en la investigación de Tracia. Seutópolis fue descubierta durante la construcción del embalse de Koprinka próximo a Kazanlak en los años 1940 y completamente desenterrada entre 1948 y 1954. Aunque la antigua ciudad fue el único yacimiento de Tracia en ser completamente investigado y excavado, el régimen comunista de la República Popular de Bulgaria permitió que el lago artificial creado por la presa cubriese el sitio donde se completó la excavación. Además de Ognènova, el equipo contó con Anna Balkanska, Gergana Canova, Maria Chichíkova y Dimítar Nikólov. En 1957, Ognénova descubrió un complejo religioso tracio cercano a Babiak, cuando se erigía una torre de televisión en la cima del pico Bendida.
Entre 1958 y 1963, el trabajo dirigido por Ognénova en el yacimiento de Nesebar dejó al descubierto numerosos monumentos significativos, entre ellos el templo de Zeus Hyperdexios y el templo Botros de Zeus y Hera. También destacó por su trabajo epigráfico con textos griegos y latinos hallados en Bulgaria. Su estudio sobre inscripciones en un anillos hallado en Ézerovo y otro en ilirio hallado en Koman (Albania) le permitió concluir que el texto ilirio era significativo, a pesar de las conjeturas anteriores que apuntaban a su falta de sentido. Tras investigar el origen y la forma del anillo, lo pudo datar en el siglo VIII. La presentación de sus hallazgos en Lidice (Checoslovaquia) causó sensación, y Liuba Ognénova fue invitada a estudiar en 1959-1960 a la Escuela Francesa de Atenas, uno de los institutos arqueológicos gestionados por gobiernos extranjeros en la capital griega.
En 1961, Ognénova se convirtió en la primera arqueóloga subacuática del país, mientras trabajaba con el profesor Velizar Vélkov en sus investigaciones a lo largo de la costa búlgara del mar Negro. Al escribir sobre su formación, Ognénova relató que su profesor de buceo le hizo superar el miedo a las profundidades marinas mostrándole cerámica bajo el agua. Sus áreas de interés y experiencia se centraron en la cultura tracia entre el primer y el segundo milenio antes de Cristo. Ognénova dirigió seis expediciones arqueológicas submarinas para la Academia Búlgara de Ciencias entre 1961 y principios de 1970. Su trabajo condujo a la identificación de cinco períodos cronológicos de la urbanización en la península que rodea Nesebar hasta el final del segundo milenio antes de Cristo, que incluía las protópolis tracias, la colonia griega de Mesambria, el pueblo gobernado por los romanos en la primera era cristiana, el asentamiento medieval y la ciudad otomana conocida como Mesembria o Nesebar. Su investigación confirmó la importancia de los terremotos e inundaciones en la zona. Al estudiar las obras de arte, Ognénova llegó a ser una experta en el arte griego y romano y en la interpretación de las diversas imágenes encontradas en las monedas. Su conocimiento de la obra de Atenión de Maronea le permitió identificar que los murales de la tumba de Kazanlak probablemente se originaron en su escuela.
Ognénova volvió a bucear en Nesebar en 1977, dirigiendo ocho inmersiones patrocinadas por la UNESCO entre 1977 y 1984, en las cuales el equipo halló evidencias de torres y murallas tanto romanas como bizantinas. También identificaron diversas acrópolis y basílicas de la Edad Media mientras realizaban estudios submarinos en las bahías del norte y sur de la península en un intento de localizar y aclarar la cronología de los puertos urbanos a lo largo de la costa.
Tras asistir en 1980 al Congreso Internacional de la Antigua Edad de Bronce, celebrado en Hungría, Ognénova propuso que el siguiente congreso tuviera lugar en Bulgaria en 1983. Contribuyó a organizar más de 800 objetos expuestos para la reunión «Arte de la Edad de Bronce romana» de las colecciones del Instituto Arqueológico Nacional y el Museo de la Academia Búlgara de Ciencias. La exposición también salió al extranjero, mostrándose en Austria, Alemania, India y Siria, antes de permanecer un año en Sofía. Aquel mismo año, Ognénova fue nombrada senior fellow del Instituto Nacional de Arqueología. También fue durante muchos años miembro de los consejos científicos del Instituto de Arqueología y del Instituto de Tracología, así como profesora de arqueología tracia en la Universidad de Sofía. Fue autora de más de 100 publicaciones científicas, en varios idiomas a lo largo de su carrera. Creó una base de datos de los sitios conocidos de Tracia a partir de una combinación de investigación e interpretación de los manantiales antiguos y de los artefactos arqueológicos que unían Grecia y el Mediterráneo oriental con la zona. A su muerte, el trabajo que había completado en los años 1960 seguía siendo el punto de referencia utilizado para desarrollar la historia cultural de Tracia.

## Muerte y reconocimiento
En 1983, después de haber conseguido el reconocimiento de Patrimonio de la Humanidad de la UNESCO para Nesebar, Ognénova fue declarada ciudadana honoraria de la ciudad. En 2005, el Instituto Nacional de Arqueología y Museo de la Academia Búlgara de Ciencias, en colaboración con el Departamento de Arqueología de la Universidad de Sofía, publicó un volumen de artículos, Heros Hephaistos: Studia in Honorem Lubae Ognenova-Marinova, de la convención internacional celebrada en 2002 en honor del 80.º aniversario de Ognénova. El libro contenía obras de más de 50 estudiosos sobre los últimos estudios e investigaciones en sus áreas de especialización, arqueología tracia y grecorromana, arte y religión. Fue galardonada con la Orden de los Santos Cirilo y Metodio en segundo grado por sus contribuciones científicas en Bulgaria. Ognènova morí el 18 de novembre del 2012 a Sofia.

## Obras selectas
- Огненова, Люба (1958). "Илирийският" надпис от Северна Албания (en búlgaro). Sofia, Bulgaria: Българска Академия На Науките (Bulgarian Academy of Sciences).[16]
- Venedikov, Ivan; Ognenova-Marinova, Ljuba (1969). Nessebre I (en francés). Sofia, Bulgaria: Éditions de l'Académie bulgare des sciences. OCLC 174343739.
- Ognenova-Marinov, Ljuba (1975). Statuettes en bronze du Musée National Archéologique à Sofija: statuettes de culte (en francés). Sofia, Bulgaria: Éditions de l'Académie bulgare des sciences. OCLC 2963512.
- Velkov, Velizar; Ognenova-Marinova, Ljuba; Šimbuleva, Žana (1987). Mesambria–Mesemvria–Nessebur (en búlgaro). Sofia, Bulgaria: Svyat. OCLC 247486254.
- Ognenova-Marinova, Liubae; Preshlenov, Christo (2004). «Past and Future of the Underwater Archaeological Research in Nesebar, Bulgaria».  En Maniscalco, Fabio, ed. Tutela, conservazione e valorizzazione del patrimonio culturale subacqueo (2nd edición). Napoli, Italia: Massa. pp. 263-269. ISBN 88-87835-50-0.
- Ognenova-Marinova, Lyuba (2005). Nessebre, III (en búlgaro). Burgas, Bulgaria: Spring Ltd. ISBN 978-95-49159-547.
- Огненова-Маринова, Люба (30 de octubre de 2009). «Как Започнаха Подводните Археологически Проучвания В Несебър» [Qué dio comienzo a la investigación arqueológica subacuática en Nesebar]. Morski Vestnik (en búlgaro) (Varna, Bulgaria: Morski Svyat). Archivado desde el original el 14 de abril de 2016. Consultado el 22 de octubre de 2016.